# Kåtilla (zuidelijk deel)
Kåtilla (zuidelijk deel) (Zweeds: Kåtilla (södra delen)) is een småort in de gemeente Älvdalen in het landschap Dalarna en de provincie Dalarnas län in Zweden. Het småort heeft 81 inwoners (2005) en een oppervlakte van 19 hectare. Het småort bestaat uit het zuidelijke deel van de plaats Kåtilla. Kåtilla ligt aan de westoever rivier de Österdalälven, direct tegenover Kåtilla aan de oostoever van de rivier ligt de plaats Älvdalen, de beide zijden van de rivier worden verbonden door middel van een brug.